# Les Costes de Mussarra
Les Costes de Mussarra és un paratge del terme municipal de Monistrol de Calders, al Moianès.
Està situat al sector sud del terme; es tracta de tot el vessant de llevant del Serrat de Mussarra, que fa de límit de ponent de la vall del torrent de la Cucalera. La carretera B-124 discorre per les Costes entre els punts quilomètrics 29 i 31.